# Macrojoppa confusa
Macrojoppa confusa är en stekelart som beskrevs av Joseph Kriechbaumer 1898. Macrojoppa confusa ingår i släktet Macrojoppa och familjen brokparasitsteklar. Inga underarter finns listade i Catalogue of Life.